# Resolutie 913 Veiligheidsraad Verenigde Naties
Resolutie 913 van de VN-Veiligheidsraad werd unaniem aangenomen op 22 april 1994.

## Achtergrond
In 1980 overleed de Joegoslavische leider Tito, die decennialang de bindende kracht was geweest tussen de zes deelstaten van het land. Na zijn dood kende het nationalisme een sterke opmars, en in 1991 verklaarden verschillende deelstaten zich onafhankelijk. Zo ook Bosnië en Herzegovina, waar in 1992 een burgeroorlog uitbrak tussen de Bosniakken, Kroaten en Serviërs. Deze oorlog, waarbij etnische zuiveringen plaatsvonden, ging door totdat in 1995 vrede werd gesloten.

## Inhoud

### Waarnemingen
De Veiligheidsraad was bezorgd om de niet aflatende vijandelijkheden rond de stad Goražde en de gevolgen daarvan voor heel Bosnië en Herzegovina en de onderhandelingen. De stad was een VN-beschermd gebied, en de Bosnische Serviërs werden streng veroordeeld voor hun offensief ertegen, alsook tegen de bevolking en tegen hulpverleners. De Bosnische Serviërs werkten ook niet mee bij de onderhandelingen en braken hun beloftes over onder meer het staakt-het-vuren rond Goražde. Bovendien vielen ze het UNPROFOR-personeel lastig en hinderden ze de beschermingsmacht.

### Handelingen
De Veiligheidsraad:

#### A
- eist een onmiddellijk staakt-het-vuren;
- nodigt de secretaris-generaal uit het nodige te doen voor UNPROFOR om te kunnen toezien op de situatie, het staakt-het-vuren en het onder VN-controle brengen van zware wapens;
- veroordeelt de beschietingen en aanvallen door Bosnisch-Servische troepen en eist hun terugtrekking;

#### B
- vraagt het einde van de provocaties in en rond de beschermde gebieden
- eist dat het door de Bosnische Serviërs vastgehouden VN-personeel onmiddellijk wordt vrijgelaten;
- eist verder volledige bewegingsvrijheid voor UNPROFOR;
- bevestigt het benodigde aantal troepen tegen 30 april te zullen herzien;

#### C
- benadrukt dat er harder moet worden gewerkt aan een politieke regeling;
- vraagt om meer inspanningen en nauwe samenwerking tussen de Verenigde Staten, Rusland, de Verenigde Naties en de Europese Unie om de diplomatieke krachten te bundelen;

#### D
- besluit om actief op de hoogte te blijven en is klaar om verdere maatregelen te nemen indien nodig.

## Verwante resoluties
- Resolutie 900 Veiligheidsraad Verenigde Naties
- Resolutie 908 Veiligheidsraad Verenigde Naties
- Resolutie 914 Veiligheidsraad Verenigde Naties
- Resolutie 936 Veiligheidsraad Verenigde Naties

Lijst ·  893 ·  894 ·  895 ·  896 ·  897 ·  898 ·  899 ·  900 ·  901 ·  902 ·  903 ·  904 ·  905 ·  906 ·  907 ·  908 ·  909 ·  910 ·  911 ·  912 ·  913 ·  914 ·  915 ·  916 ·  917 ·  918 ·  919 ·  920 ·  921 ·  922 ·  923 ·  924 ·  925 ·  926 ·  927 ·  928 ·  929 ·  930 ·  931 ·  932 ·  933 ·  934 ·  935 ·  936 ·  937 ·  938 ·  939 ·  940 ·  941 ·  942 ·  943 ·  944 ·  945 ·  946 ·  947 ·  948 ·  949 ·  950 ·  951 ·  952 ·  953 ·  954 ·  955 ·  956 ·  957 ·  958 ·  959 ·  960 ·  961 ·  962 ·  963 ·  964 ·  965 ·  966 ·  967 ·  968 ·  969